# 陳一松
陳一松（1520年—1582年），字宗岩，号乔东，晚年自号玉简山人，廣東潮州府海陽縣人，軍籍，明朝政治人物。

## 生平
嘉靖二十二年（1543年）癸卯科廣東鄉試第四十五名舉人。嘉靖二十六年（1547年）中式丁未科會試第二百八十一名，登第三甲第二名進士。選庶吉士，送翰林院读书。二十八年十月授兵部职方司主事，转员外，迁湖广佥事，以忤御史，乞归终养。起补广西苍梧道佥事，歷福建布政司右参议，隆慶元年（1567年）八月升湖广按察司副使，三年正月升陕西布政司左参政，四年三月升福建按察使，五年正月升本省右布政使，四月轉江西左布政使，十一月升應天府府尹，六年二月升大理寺卿，萬曆元年（1573年）九月官至工部右侍郎，二年八月奉命提督修理明昭陵工程，三年二月晋左侍郎，兼督理修盖京通仓廒盖。同年十月乞回籍葬母，萬曆十年卒于家，十一年七月賜祭葬。著有《廷尉驳稿》、《玉简堂集》。

## 家族
曾祖陳垸；祖父陳鉞；父陳源滔，母蔡氏。弟一幹、一柏、一椿。子陈尚美。